# Uitspraak van de r in het Nederlands
De r kan in het Nederlands op veel verschillende manieren uitgesproken worden.
Ook binnen één verder coherent dialectgebied zijn er verschillen in de uitspraak van het foneem /r/ in het Nederlands, waardoor een kaart met isoglossen niet eenvoudig te maken is, terwijl juist deze letter vaak het verschil tussen twee nauw verwante dialecten uitmaakt. De klank van de r lijkt meer dan die van enig ander foneem verbonden met oordelen over talen en met verschillen tussen dialecten onderling.

## Types r naar fonetiek
Mensen onderscheiden de verschillende r'en als "de Rotterdamse r", de "West-Vlaamse r", "de Gooise r", de "Limburgse r" et cetera. De r kan op verschillende plaatsen in de mond/keelholte gevormd worden en ook nog op verschillende manieren worden geproduceerd (rollend, brouwend enzovoort).

### Van voor naar achter
Tong-r, alveolaire tril [r] (beluister)De r wordt met de punt van de tong gemaakt, waarbij de tong zich vlak achter de tanden tegen het harde gehemelte bevindt. In veel talen is de tong-r de 'gewone' r, dat wil zeggen de r van de 'normale' uitspraak van de standaardtaal. Voorbeelden zijn Italiaans, Spaans en Russisch.
Gehemelte-r, alveolaire approximant [ɹ] (beluister)De tong wordt bijna tegen het gehemelte nabij de tandkas geplaatst, waarbij de lucht zonder al te veel problemen er langs kan. Een voorbeeld is de Leidse r of, in sommige dialecten, de r aan het eind van een lettergreep. Deze r lijkt erg op de Engelse r.
Gekrulde r, retroflexe approximant [ɻ] (beluister)De tong gaat iets naar achter en de punt krult iets naar boven richting het gehemelte nabij de tandkas, maar de lucht kan er nog zonder veel problemen langs. Het duidelijkste voorbeeld is de Amerikaanse r. De Leidse r kan ietwat retroflex zijn, echter meestal niet zo sterk als in het Amerikaans.
Huig-r, uvulaire tril [ʀ] (beluister)De r wordt gerealiseerd door de huig te laten trillen.
Keel-r, uvulaire approximant/fricatief [ʁ] (beluister)De r wordt voorbij de huig in de keelholte geproduceerd. Voorbeelden zijn de Duitse en Franse standaarduitspraak. (Zie ook gutturaal.)

### Van rollend tot brouwend
RollendZowel de tong-r als de huig-r zijn een rollende r, waarbij de luchtstroom beurtelings geopend en gesloten wordt. De duur van het rollen van de r kan variëren, maar is in het Nederlands verder niet van belang. In het Italiaans en het Spaans zijn -r- en -rr- echter verschillende fonemen.
Tik (Engels tap)In snel gesproken Nederlands kan het rollen van een tong-r teruggebracht worden tot een enkel tikje.
Vloeiend, als half-klinkerDeze r is een zuivere liquida: een vloeiende medeklinker die grenst aan een klinker, zoals l, m en n. De velaire r is over het algemeen vloeiend.
Wrijvend, fricatiefAls de luchtstroom belemmerd wordt kan een lichter of zwaarder schurend geluid ontstaan. De keel-r of 'brouwende' r is in alle gevallen een fricatief en kan diep in de keel geproduceerd worden, maar ook iets hoger en minder schurend, waarbij de huig mee kan trillen (gutturaal en uvulair). Er is ook nog een lateraal fricatieve velaire r, waarbij het schurende geluid komt van lucht die langs de zijkant van de tong ontsnapt; deze r begint meestal met een tikje, ook geproduceerd langs de zijkant van de tong.

## Constantheid, reductie
De uitspraak is in sommige dialecten constant, in andere veranderlijk. Constant wil zeggen dat de r onder alle omstandigheden hetzelfde klinkt. De gedaanten van een veranderlijke r hangen af van of er een klinker op volgt (anlaut) of geen klinker (auslaut). Bij de anlaut-r kan het ook nog uitmaken of de r in de klankenstroom tussen klinkers komt te staan (die riem), of na een medeklinker (drie).
Als een r niet te verbinden is aan een klinker kan het uitspreken ervan problemen opleveren. Daarom bestaat bij veel sprekers de neiging om de r dan minder prominent te laten klinken. Een tong-r wordt dan niet gerold, maar verandert in een meer vloeiende klank, die aan een j kan doen denken. Ook bij dialecten met een keel-r komt iets dergelijks voor. De ontstane klank kan ook op een sjwa of zwakke "a" lijken, zoals dat in het Britse Engels en in het Duits gangbaar is (kerk > ke-ek, keak).
Berucht is intussen de zogeheten Gooise r, waarbij "Goois" niet verwijst naar het dialect van een regio maar naar de in zwang zijnde uitspraak bij de Nederlandse massamedia, die voor een groot deel in het Gooi zetelen. Door de aard van de media krijgt iedereen in Nederland dit sociolect (medialect) te horen. Kenmerkend is de reductie van de r, waarbij de anlaut-r vaak nog wel als tong-r te herkennen is, zeker in woorden als drie. In auslaut is er matige reductie waarbij j-kleuring kan optreden (daajdooj), of zelfs vrijwel totale reductie (daadoo). De onhoorbare r behoudt echter wel de normale invloed op omliggende klanken (zie de volgende alinea), die sterk kan zijn (weet/weer, dood/door) of zwakker (daad/daar). Daadoo heeft dus heel andere klinkers dan halo.
Een gedekte klinker wordt verlengd als er een r op volgt. De aa van schaar is langer dan de aa van schaap. 
De r komt vrijwel niet voor na een tweeklank.

## Distributie

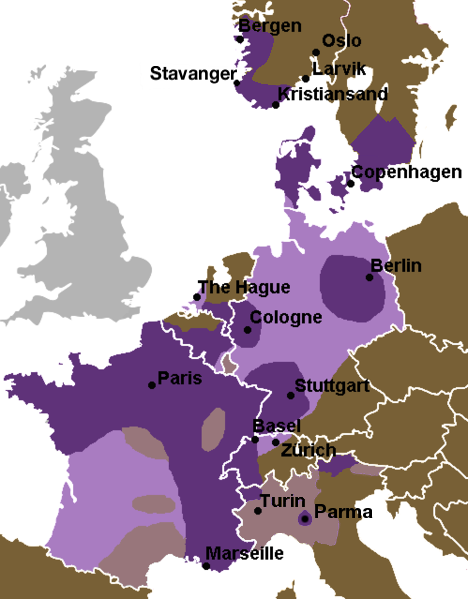
Verspreiding van de keel-R in Europa.
Niet gebruikelijk
Soms in formeel gebruik
Algemeen in formeel gebruik
Algemeen

Waar in Nederland en Vlaanderen kan men een bepaalde r horen (de lijst is niet volledig):
Rollende r in alle gevallen
Zeeuws (behalve Middelburg en Vlissingen), West-Vlaams, Oost-Vlaams (behalve Gent en Ronse), Stadsfries, Bildts en West-fries, overige Hollandse dialecten boven het IJ, langs de kust in de vissersdorpen, de Bollenstreek en het Westland, in het Amstelland, en in het Amsterdams, (oorspronkelijk) Haarlems en Dordts, de meeste Brabantse dialecten in België en delen van Noord-Brabant, enkele dialecten aan de Limburgse Maaskant (het Steins dialect is een goed voorbeeld van de rollende r, vroeger waren vrijwel alle dialecten met een rollende r). Tevens in de meeste allochtone accenten, het Fries en in de meeste Nedersaksische dialecten.
Rollende r in anlaut, vloeiende r in auslaut
Gooise r (auslaut kleurt soms naar j), Vriezenveens (inlaut en soms auslaut naar j), verder delen van de Randstad (wisselend hoe 'Goois' in auslaut).
Vloeiende r in alle gevallen
Leids (traditioneel; vandaag in de anlaut vaak keel-r, dus zoals in het Haags of Rotterdams)
Keel-r in anlaut, vloeiende r in auslaut
Rotterdams (maar bij lang niet alle sprekers; tweede r kan op Gooise r lijken), Haags (eind-r klinkt bij benadering als een [A], zoals in het Duits), verder delen van de Randstad (wisselend hoe 'Goois' in auslaut).
Keel-r in alle gevallen
Het merendeel van de Limburgse dialecten in zowel Nederland als België, het merendeel van de Brabantse dialecten in Nederland, geaffecteerde spraak, Zwols en Kampers, Deventers, Middelburgs, Vlissings (zgn. Burgerzeeuws), Gents, Brussels

## Sociologische aspecten en herkomst
Het Standaardnederlands schrijft niet een bepaalde uitspraak van de r voor. Ook het ideaal van sprekers van "beschaafd" Nederlands ligt niet vast en is door de jaren heen veranderd. Tot aan de Tweede Wereldoorlog was het gebruikelijk de keel-r te gebruiken, al was dat voor sommigen een teken van kapsones en propageerden zij daarom de rollende r. Na de Tweede Wereldoorlog is de invloed van de massamedia heel groot geworden. Eerst bedienden presentatoren zich van een zorgvuldige "redevoering-uitspraak", waarbij ze kozen voor een tong-r, keel-r of huig-r, maar in alle gevallen de beschaafdste en duidelijkste variant (zie externe link). Vanaf ongeveer 1970 is de media-uitspraak informeler geworden en is de Gooise r opgekomen. Het feit dat velen, vooral jongeren, de r niet meer laten rollen voor een medeklinker is echter niet alleen aan de media toe te schrijven: in Zuid-Holland komt een dergelijke klank algemeen en waarschijnlijk al vrij lang voor. Ook heeft een spreker van het Nederlands met een vloeiende r nog niet noodzakelijk de Gooise volledig overgenomen. Als dat wel het geval is, worden de sprekers vaak door mensen van buiten hun sociale groep als bekakt aangemerkt, zoals dat voorheen met de keel-r het geval was.
Een opvallend fenomeen is overigens dat de Gooise-r meer door vrouwen dan door mannen wordt gebruikt, zowel in de media als onder de bevolking.
De populariteit van de keel-r onder de bovenlaag van de bevolking is toe te schrijven aan het Frans. Daar kwam de klank in de Renaissance langzaam de taal binnen, vermoedelijk het eerst in het dialect van het Île-de-France. Door het prestige van dit dialect, een soort Standaardfrans, sloeg de klank snel over naar andere dialecten. In onder meer Nederland was het bon ton om Frans te spreken en indien dat niet mogelijk was sprak de bovenlaag van de bevolking veelal met een Frans accent. In de steden namen de lagere bevolkingsklassen dat vaak over. Zo kwamen sommige stadsdialecten aan hun brouw-r. Daarmee kwam de uitspraak recht tegenover die van de plattelandsdialecten te staan: het Rotterdams tegenover bijvoorbeeld het Vlaardings, het Haags tegenover het Schevenings, het Zwols tegenover het Vollenhoves enzovoort.